# Ljubovka
Ljubovka  (lat. Malcolmia), rod vazdazelenih grmova iz porodice krstašica (Brassicaceae).
Na popisu je 6 vrsta od čega U Hrvatskoj rastu 4: sredozemna ljubovka (Malcolmia chia), savinuta ljubovka (M. flexuosa), primorska ljubovka (M. maritima) i vrećasta ljubovka (M. orsiniana).  

## Vrste
1. Malcolmia chia (L.) DC.
2. Malcolmia flexuosa (Sm.) Sm.
3. Malcolmia graeca Boiss. & Spruner
4. Malcolmia macrocalyx (Halácsy) Rech.f.
5. Malcolmia maritima (L.) W.T.Aiton
6. Malcolmia orsiniana (Ten.) Ten.
7. Malcolmia ×hybrida Hausskn.